# 1338 Дюпонта
1338 Дюпонта  (1338 Duponta) — астероїд головного поясу, відкритий 4 грудня 1934 року.
Тіссеранів параметр щодо Юпітера — 3,605.